# Mouvement de résistance afrikaner
Pour les articles homonymes, voir Afrikaner et AWB.
 (septembre 2020).
Si vous disposez d'ouvrages ou d'articles de référence ou si vous connaissez des sites web de qualité traitant du thème abordé ici, merci de compléter l'article en donnant les références utiles à sa vérifiabilité et en les liant à la section « Notes et références ».
Le Mouvement de résistance afrikaner (afrikaans : Afrikaner Weerstand Beweging, AWB) était un parti politique néonazi, nationaliste afrikaner et suprémaciste blanc sud-africain,,, prônant la restauration des républiques boers du XIXe siècle au sein de l'Afrique du Sud.

## Histoire
Créé le 7 juillet 1973 au fond d'un garage d'Heidelberg, sud-ouest de Johannesburg, (Transvaal), par Eugène Terre'Blanche et 6 autres Afrikaners, déçus par la politique du Premier ministre John Vorster qu'ils percevaient comme libérale ainsi que par ce qu'ils considéraient comme des influences communistes dans la société sud-africaine, l'AWB prône l'établissement d'un État boer sur les territoires des anciennes républiques boers qu'étaient la Zuid-Afrikaansche Republic (Transvaal), l'État libre d'Orange et la Nieuwe Republic (Vryheid et Utrecht dans le Natal).
À son apogée au début des années 1990, l’AWB compta aux environs de 70 000 militants, principalement des petits agriculteurs, des ouvriers, des artisans et quelques fonctionnaires, partisans d'une société calviniste et cloisonnée.
Opposés aux réformes de Pieter Botha, ils harcèlent les politiciens libéraux, combattent le démantèlement du « petty Apartheid » comme l’abolition des lois interdisant les mariages inter-raciaux ou l’octroi de droits civiques aux métis et indiens et se rendent coupables de graves violences contre les militants noirs anti-apartheid.
En 1986, ils sont réprimés pour la 1re fois par la police lors d’une manifestation à l’occasion d’une réunion du Parti national.

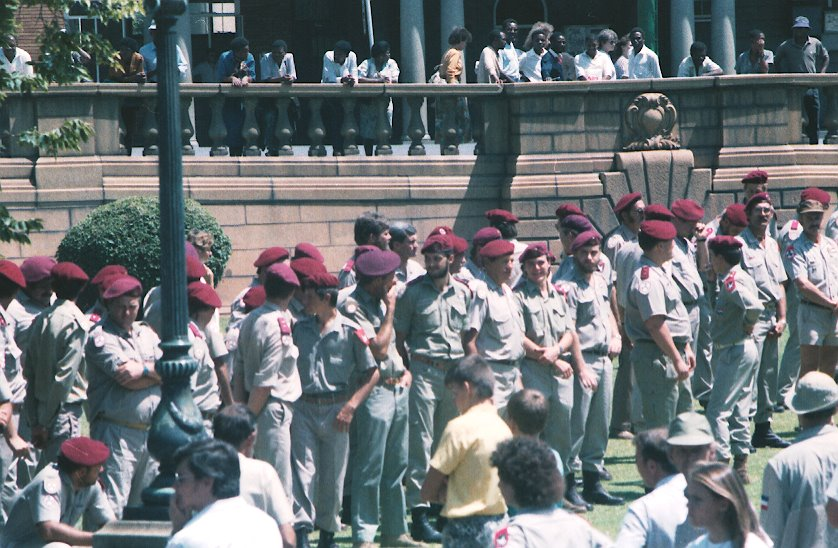
Membres de la milice paramilitaire de l'AWB lors d'un meeting à Pretoria en 1990.

En 1992, l’AWB est ébranlé, d’une part par la victoire écrasante des tenants des négociations constitutionnelles lors du référendum du mars 1992, y compris dans leurs fiefs de l’ouest du Transvaal mais aussi par la révélation dans la presse de la relation ambigüe d'Eugène Terre'Blanche avec une journaliste anglophone progressiste Jani Allan, alors qu'il est marié.
En avril 1993, un militant du parti assassine Chris Hani, militant communiste et figure de la lutte contre l’apartheid. Il espérait par ce meurtre faire sombrer le pays dans le chaos pour mieux rétablir la domination de la « race blanche » dans le cadre d'un régime militaire.
En juin 1993, les membres de l’AWB et plusieurs organisations conservatrices investissent violemment le centre des négociations constitutionnelles de Kempton Park près de Johannesburg.
En mars 1994, l’AWB tente la carte de la violence en tentant de soutenir Lucas Mangope, le président noir conservateur du Bophuthatswana, hostile à la réintégration de son bantoustan dans l’Afrique du Sud. Le 10 mars 1994, des militants de l’AWB et 90 membres du Front du peuple Afrikaner (Afrikaner Volksfront) investissent la capitale Mmabatho et tentent de prendre l’aéroport de Mafikeng où ils se heurtent aux forces de sécurité de la "Bophuthatswana Defense Force". Un membre de l'AWB est alors tué. Retranchés dans Mmabatho, les militants de l’AWB et de l’Afrikaner Volksfront sont alors assiégés par les citoyens de la ville et les forces de défense. Le 15 mars, en pleine déroute, ils cherchent à regagner le Transvaal mais en cours de route, 3 membres de l’AWB sont abattus et lynchés devant les caméras du monde entier.
Le fiasco de l’expédition fait preuve de l’amateurisme des membres de l’AWB et finit de déconsidérer le mouvement. Pire, cette aventure a précipité la chute du président Mangope, abandonné par ses derniers soutiens et provoque l’éclatement de l’alliance conservatrice et le ralliement du général Constand Viljoen et de son Front de la liberté au processus électoral.
En 2008, le parti est réactivé. Plusieurs meetings ont été organisés dans plusieurs villes, notamment à Pretoria. Eugène Terre'Blanche aurait appelé à l'instauration d'une république Afrikaner indépendante, et aurait affirmé vouloir saisir la Cour pénale internationale dans cette optique. Le 3 avril 2010, ce dernier est tué dans son ranch par deux de ses employés noirs.

## Emblème

Le drapeau de l'AWB.

Le drapeau de l'AWB est formé d'un triskèle noir contenu dans un cercle blanc situé sur un fond rouge. Il reprend ainsi le code couleur du drapeau du NSDAP et l'Allemagne nazie. Cette filiation est cependant réfutée par l'AWB mais leur signification diffère selon les versions présentées en 1979 et en 1988 :
- l'emblème central est toujours présenté comme la représentation de trois 7, chiffre biblique de la perfection s'opposant au chiffre 666, symbole de l'antéchrist, formant ainsi un triskèle ;
- le rouge représenterait le sang du peuple afrikaner versé pour sa liberté (version de 1979) ou le sang du Christ versé sur la croix pour racheter nos péchés (version de 1988) ;
- le blanc représenterait la pureté de leur idéal (1988) ou la pureté de l'idéal et de la race (1979) ;
- le noir serait soit un symbole de division et d'authenticité raciale (1979) soit un symbole de bravoure (1988).

Les autres emblèmes du mouvement sont le « Vierkleur », le drapeau quadricolore de l'ancienne république sud-africaine du Transvaal ainsi que l'aigle figurant sur les armoiries du Transvaal.